# Bahnstrecke Pskow–Riga

Eisenbahnkarte des östlichen Europa (vermutlich 1891)

Die Bahnstrecke Pskow–Riga war eine Bahnstrecke im Russischen Kaiserreich. Sie verband Pskow im Gouvernement Pskow mit Riga im Gouvernement Livland.
Die Strecke verläuft vom Bahnhof Pskow in westliche Richtung bis zum Bahnhof Valga (früher: Walk) und dann in südwestliche Richtung zum Bahnhof Riga. In Valga zweigt die Bahnstrecke Tartu–Valga nordöstlich ab.

## Geschichte
Erste Überlegungen, eine Eisenbahn vom an der Petersburg-Warschauer Eisenbahn gelegenen Bahnhof Pskow bis nach Riga zu bauen, datieren aus dem Jahr 1874. Als Begründung dienten militärische Überlegungen; die Wirtschaftswelt war eher skeptisch. Versuche der privaten Riga-Dünaburger Eisenbahngesellschaft um eine Baugenehmigung blieben erfolglos.
Die Strecke wurde 1886 bis 1889 erbaut.
In den Jahren des Zweiten Weltkriegs diente die Eisenbahnlinie Riga–Pskow der deutschen Armee als Hauptversorgungsarterie für die Leningrader Blockade.
Im Jahr 1977 benötigte ein Personenzug ungefähr 6 Stunden für die Gesamtstrecke.

## Unternehmen
Die bereits in der Bauphase gegründete, von Anfang an staatliche Eisenbahngesellschaft Pskow-Rigaer Eisenbahn wurde bereits 1893 mit der Baltischen Eisenbahn-Gesellschaft zusammengelegt. Gemeinsam mit weiteren, inzwischen verstaatlichten Bahngesellschaften wurde daraus 1907 die staatliche Nordwest-Eisenbahn.

## Heutige Situation
Durch die historische Entwicklung im 20. Jahrhundert besteht die Bahnstrecke aus folgenden Teilstrecken. Die Streckenlänge und der aktuelle Infrastrukturbetreiber ist jeweils in Klammern angegeben.
- Russland: Bahnstrecke Pskow–Petschory (48 km; Rossijskije schelesnyje dorogi)
- Estland: Bahnstrecke Valga–Petschory (96 km; Eesti Raudtee)
- Lettland: Bahnstrecke Riga–Valga (168 km; LDz infrastruktūra)

Bis auf wenige Kilometer im Stadtgebiet von Riga ist die Strecke nicht elektrifiziert, der Abschnitt zwischen Riga und Sigulda ist zweigleisig ausgebaut.
Es fahren keine durchgängigen Personenzüge zwischen den Teilstrecken; zwischen Petschory und Koidula und zwischen Piusa und Valga besteht derzeit kein Personenverkehr. Zum Güterverkehr fehlen aktuelle Zahlen.